# Génepi
Der Génepi (auch Le Génepi) ist ein 2882 m ü. M. hoher Berg der Mont-Blanc-Gruppe im Kanton Wallis in der Schweiz. Beim Génepi treffen drei Bergrücken zusammen. Die Nebengipfel des Berges sind der Six Carro (2825 m) im Osten, der Nebengipfel Someceon du Dru (2828 m) im Südwesten sowie Pointe de Prosom (2761 m), Pointe Ronde (2655 m) und Croix des Prélayes (2365 m) im Nordwesten. Im Norden vorgelagert ist der Grand Bec (2616 m).
Im Norden verläuft das Tal der Durnand de la Jure zu den Gorges du Durnand, im Süden das Val d’Arpette nach Champex-Lac und im Westen das Vallée du Trient nach Martigny im unteren Walliser Rhonetal. Im Süden des Génepi führt ein Saumpfad über den 2665 m hohen Gebirgspass Fenêtre d’Arpette vom Val d’Arpette zum Vallée du Trient. Dagegen ist das 2685 m hohe Fenêtre de Grône östlich der Six Carro nur eine Scharte zum Clocher d’Arpette (2819 m). Im Süden des Passübergangs erhebt sich der Pointe d’Orny (3271 m), westlich des Trientgletschers die Aiguille du Tour (3540 m). Nordwestlich des Hauptgipfels liegt auf 2679 m der Lac du Dru. Am Génepi treffen die Gemeindegrenzen von Bovernier, Martigny-Combe, Orsières und Trient zusammen.
Paul Beaumont und sein Bergführer François Fournier gelten als Erstbesteiger. Sie erklommen den Berg am 4. Juli 1884 über den Südsüdwesthang. Beaumont gab dem damals namenlosen Berg den Namen Pointe Torrenté nach einem Walliser Forstinspektor. Die Route wurde als sehr schwierig, aber nicht gefährlich beschrieben.

## Belege
1. ↑  Paul Beaumont: Première Ascension du Doigt. Dent du Midi. In: L’Écho des Alpes. Nummer 3, Band 22 (1886). S. 159–160.
2. ↑  camptocamp.org: Le Génepi (Arpette). Französisch, abgerufen am 7. Juli 2024.